# Calen Addison
Calen Addison (Brandon, Manitoba, 11 de abril de 2000) es un jugador profesional canadiense de hockey sobre hielo que se desempeña en la posición de defensor derecho en San Jose Sharks, equipo de la National Hockey League (NHL).

## Carrera
Fue seleccionado en la segunda ronda en la NHL Entry Draft de 2018. En 2020 hizo su debut profesional con el equipo Minnesota Wild, en el cual jugó cuatro temporadas (2020-2023), después pasó a San Jose Sharks, donde lleva jugando una temporada.